# Stazione di Flecchia
La stazione di Flecchia era una fermata ferroviaria della linea Grignasco-Coggiola.

## Storia
Flecchia venne raggiunta dalla ferrovia nel 1908 e la fermata venne inaugurata in concomitanza all'attivazione della ferrovia il 10 maggio dello stesso anno.
Il 9 febbraio 1935 venne dismessa a causa della chiusura della linea.
In seguito il fabbricato viaggiatori venne convertito in una casetta privata a due piani  mentre il fabbricato merci in un bar.

## Strutture e impianti
La fermata disponeva di un binario servito da una banchina.
La fermata era dotata di un fabbricato viaggiatori a pianta rettangolare sviluppato su due piani; al 2016 la struttura risulta trasformata in una casetta a due piani privata poco distante la rimessa locomotive trasformata in  bar. Accanto ad esso era posto un edificio di piccole dimensioni, sviluppato su un solo piano, che ospitava i servizi igienici.

## Movimento
Il servizio viaggiatori era effettuato dalla società Ferrovia della Val Sessera (FVS).